# Challenge Desgrange-Colombo 1955
De Challenge Desgrange-Colombo 1955 was de achtste editie van dit regelmatigheidsklassement.
Er waren elf koersen die meetelden voor de Challenge Desgrange-Colombo: vier in België, drie in Frankrijk en Italië en één in Zwitserland. Renners moesten in elk van de organiserende landen (Frankrijk, Italië en België) aan minimaal één wedstrijd hebben meegedaan om in aanmerking te komen voor het eindklassement. Deelname aan de Ronde van Zwitserland was hiervoor niet verplicht.
Eindwinnaar was Stan Ockers, die zowel de Waalse Pijl als Luik-Bastenaken-Luik had gewonnen. Daarmee was hij de tweede Belg die het eindklassement op zijn naam schreef, na Briek Schotte in 1948. Tourwinnaar Louison Bobet, die eveneens de Ronde van Vlaanderen op zijn naam schreef, werd tweede in het eindklassement. De derde plaats was weggelegd voor Jean Brankart, de nummer twee van de Ronde van Frankrijk. Het landenklassement werd voor de tweede maal op rij gewonnen door België. Opvallend was het lage aantal buitenlandse winnaars (slechts in twee koersen kwam de winnaar niet uit het land waar de koers verreden werd - het laagste aantal in de Challenge Desgrange-Colombo tot dan toe) en de magere prestaties van de Italianen (Pasquale Fornara was de enige Italiaan die de top-tien van het eindklassement wist te halen).

## Wedstrijden
| Datum           | Koers                        | Winnaar          |
| --------------- | ---------------------------- | ---------------- |
| 19 maart        | Milaan-San Remo (1955)       | Germain Derijcke |
| 30 maart        | Ronde van Vlaanderen (1955)  | Louison Bobet    |
| 8 april         | Waalse Pijl (1955)           | Stan Ockers      |
| 10 april        | Parijs-Roubaix (1955)        | Jean Forestier   |
| 24 april        | Parijs-Brussel (1955)        | Marcel Hendrickx |
| 1 mei           | Luik-Bastenaken-Luik (1955)  | Stan Ockers      |
| 14 mei–5 juni   | Ronde van Italië (1955)      | Fiorenzo Magni   |
| 11 juni–18 juni | Ronde van Zwitserland (1955) | Hugo Koblet      |
| 3 juli–30 juli  | Ronde van Frankrijk (1955)   | Louison Bobet    |
| 9 oktober       | Parijs-Tours (1955)          | Jacques Dupont   |
| 23 oktober      | Ronde van Lombardije (1955)  | Cleto Maule      |

## Puntenverdeling
| Wedstrijd                      | 1e | 2e | 3e | 4e | 5e | 6e | 7e | 8e | 9e | 10e | 11e | 12e | 13e | 14e | 15e |
| ------------------------------ | -- | -- | -- | -- | -- | -- | -- | -- | -- | --- | --- | --- | --- | --- | --- |
| Rondes van Italië en Frankrijk | 40 | 34 | 30 | 26 | 22 | 20 | 18 | 16 | 14 | 12  | 10  | 8   | 6   | 4   | 2   |
| Overige wedstrijden            | 20 | 17 | 15 | 13 | 11 | 10 | 9  | 8  | 7  | 6   | 5   | 4   | 3   | 2   | 1   |

## Eindklassementen

### Individueel
| Plek | Renner              | Punten |
| ---- | ------------------- | ------ |
| 1    | Stan Ockers         | 91     |
| 2    | Louison Bobet       | 80     |
| 3    | Jean Brankart       | 78     |
| 4    | Hugo Koblet         | 58     |
| 5    | Germain Derijcke    | 53     |
| 6    | Pasquale Fornara    | 41     |
| 7    | Raymond Impanis     | 38     |
| 7    | Bernard Gauthier    | 38     |
| 9    | Rik Van Steenbergen | 36     |
| 10   | Fred De Bruyne      | 34     |

### Landen
Voor het landenklassement telden de punten van de beste vijf renners per koers mee.
| Plek | Land        | Punten |
| ---- | ----------- | ------ |
| 1    | België      | 445    |
| 2    | Frankrijk   | 387    |
| 3    | Italië      | 359    |
| 4    | Zwitserland | 103    |
| 5    | Luxemburg   | 39     |
| 6    | Nederland   | 32     |
| 7    | Spanje      | 20     |

1948 · 1949 · 1950 · 1951 · 1952 · 1953 · 1954 · 1955 · 1956 · 1957 · 1958